# حليب لمار
هو حليب بقرى مبستر ومعقم يتم انتاجه في مصر من مزرعة طلعت مصطفى والاسم التجارى للمنتج هو لمار ومعنى كلمة لمار اى ماء الذهب 
تم تأسيس الشركة طبقاً لاجتماع مجلس الإدارة في عام 1997 وفي عام 1999 قرر مجلس إدارة شركة الإسكندرية للصناعات الزراعية (ألبانا) شراء الحقوق التجارة من شركة كانديا الفرنسية إلا انه تم العدول عن هذه الخطوة وتم طرح المنتج في الأسواق المصرية في عام 2012 بالإسم التجارى لمار .
يتم الحصول علي حليب لمار من الأبقار داخل مزرعة لمار تحت إشراف علمي كامل بداية من اختيار نوعيات محددة من المحاصيل الزراعية الخاصة بتغذية الأبقار مرورا بعمليات الحلب التي تتم اوتوماتيكيا دون تدخل بشري، انتهاء بعملية التعبئة والتغليف داخل المصنع. منتجات لمار هي الوحيدة التي يتم إنتاجها في مكان واحد حيث تتواجد المزرعة والمصنع وذلك لأن الألبان بطبيعتها حساسة للتلوث الذي قد تتعرض له في المراحل المختلفة للتجميع والنقل من خلال الطرق التقليدية.حليب لمار 100٪ طبيعي لا توجد عليه اية إضافات أو بودر أو مثبتتات صناعية وذلك من أجل نمو وتغذية سليمة لكل أفراد الأسرة. وتتم التعبئة طبقاً لمواصفات التعبئة والتعقيم الأسبتك والتي يمكن حفظ الحليب لفترة طول على 6 شهور خارج الثلاجة بدون فتح العلبة .